# Solitary Man (filme)
Solitary Man (Brasil: O Solteirão / Portugal: Eterno Solteirão) é um filme estadunidense dos gêneros comédia romântica e drama de 2009 co-dirigido por Brian Koppelman e David Levien. O filme é estrelado por Michael Douglas, Susan Sarandon, Jenna Fischer, Jesse Eisenberg, Mary-Louise Parker e Danny DeVito.

## Enredo
Ben Kalmen (Michael Douglas) foi um revendedor de automóveis bem sucedido, mas sua vida chegou ao fundo do poço devido a decisões de negócios ruins e indiscrições românticas. Ele está indo à falência, pedindo dinheiro de sua filha Susan (Jenna Fischer), e não está disposto a aceitar a sua idade, um problema cardíaco e um apetite sexual contínuo.
Ele, que já traiu muitas vezes sua ex-esposa Nancy Kalmen (Susan Sarandon), acompanha a filha de 18 anos de sua atual namorada, Jordan Karsch (Mary-Louise Parker), a uma visita à universidade onde foi recentemente admitida. Ben é um ex-aluno desta universidade e já foi até um doador da instituição em seus dias mais prósperos.
Ben conhece um estudante influenciável chamado Daniel (Jesse Eisenberg) no campus que aprecia a sua sabedoria e seus conselhos. Ben imprudentemente acaba na cama com a filha de Jordan, Allyson (Imogen Poots), que mais tarde deixa escapar revela sem querer o acontecido a sua mãe. Jordan rompe contato com Ben e retira o apoio á Ben que precisa abrir uma revendedora de carros. Ao discutir o aluguel atrasado com o proprietário do imóvel, sua filha Susan aparece e diz que ele já não é bem-vindo na vida de sua família por causa de sua incoerência e falta de confiabilidade, como o avô de seu filho, e por um caso que ele teve com a mãe de um dos amigos de seu filho.
O único trabalho que Ben pôde encontrar foi como garçom em um restaurante de seu amigo de faculdade Jimmy Marino (Danny DeVito) no campus, mas ele recebe um telefonema de Jordan, cuja filha agora frequenta a faculdade exigindo que ele saia da cidade imediatamente. Se ele não sair do campus, Jordan diz a Ben, que vai fazer contato com seu ex-marido do submundo da Máfia para fisicamente persuadi-lo a fazer o que ela quer. Incapaz de ajudar a si próprio, contudo, Ben tenta cantar uma menina da faculdade que Daniel estava namorando. Pouco depois da namorada de Daniel ignorar Ben, ele é severamente espancado por um capanga enviando pelo ex-marido de Jordan ao campus, indo parar no hospital
Depois de sair do hospital, Ben se desculpa com Daniel e reencontra sua ex-esposa no banco em que se conheceram e ela se oferece para lhe dar uma carona de volta para Nova York, oferecendo a ele uma nova chance. Após sua ex-esposa ir para seu carro, dando a Ben alguns minutos para pensar, momentos depois Ben observa uma mulher passando em frente ao banco onde está sentado e se levanta, acabando assim o filme e podendo-se deduzir que Ben aceitou o convite de sua ex-mulher.[carece de fontes?]

## Elenco
| - Michael Douglas — Ben Kalmen - Susan Sarandon — Nancy Kalmen - Danny DeVito — Jimmy Merino - Mary-Louise Parker — Jordon Karsch - Jenna Fischer — Susan Porter - Imogen Poots — Allyson Karsch - Jesse Eisenberg — Daniel Cheston - Richard Schiff — Steve Heller - Jake Richard Siciliano — Scotty - David Costabile — Gary Porter - Ben Shenkman — Peter Hartofilias - Anastasia Griffith — Carol Salomonde - Alex Kaluzhsky — Ted Loof - Simone Levin — enfermeira - James Colby — sargento John Haverford - Arthur J. Nascarella — Nascarella - Bruce Altman — Dr. Steinberg - Nick H. Toomey — Bill Rallye - Douglas McGrath — Dean Edward Gitleson - Adam Pally — estudante irritado - Lenny Venito — Todd, o gerente do edifício - Greg McFadden — maître - Arizona Muse — Kelly - Ricky Garcia — garçom - Gillian Jacobs — Garota alta - Katherine Owens — amiga atraente de Allyson | Não creditados - James Thomas Bligh — garçom Bob - Jennifer Butler — amiga de Susan - Jolynn Carpenter — Hipster - Bianca Giancoli — basculador - Adam Goodnoff-Cernese — motorista de táxi - Anna Kuchma — estudante - Rebecca Merle — garota festeira - Anjelia Pelay — cheerleader - Dana Power — jovem mulher - Sean Patrick Reilly — shadow - Peter Riga — homem no aeroporto de balcão de passagens - Lana Taylor — anfitriã - Olivia Thirlby — Maureen - Lila Urda — Hipster |

## Recepção
No agregador de críticas Rotten Tomatoes, que categoriza as opiniões apenas como positivas ou negativas, o filme tem um índice de aprovação de 78% com base em 97 comentários dos críticos. O consenso crítico do site diz: "Construído em torno de um personagem principal singularmente desagradável, Solitary Man precisava de um desempenho central perfeito para ter sucesso - e Michael Douglas oferece ". "Aqui está uma das melhores performances de Michael Douglas ", escreveu Roger Ebert no Chicago Sun-Times e chamou-o de "um filme inteligente e eficaz."

## Bilheteria
Solitary Man arrecadou  um total de $4,360,548 só nos Estados Unidos e um total de $5,024,782 em todo o mundo.